# Bogdan Miron
Bogdan Florin Miron (sinh ngày 17 tháng 3 năm 1990) là một cầu thủ bóng đá người România thi đấu cho Șirineasa ở vị trí thủ môn.